# Хамберстон и Санта-Лаура
Производства селитры Хамберстон и Санта-Лаура — ныне бездействующие разработки селитры, расположенные на севере Чили. В 2005 году они были включены в список Всемирного наследия ЮНЕСКО.

## Местоположение
Хамберстон и Санта-Лаура расположены в 48 км к востоку от города Икике в пустыне Атакама в области Тарапака на севере Чили.
Среди других разработок селитры, которые входят в данный объект Всемирного наследия, — Чакабуко, Мария-Елена, Педро-де-Вальдивия, Пуэльма и Агуас-Сантас и другие (всего в числе предприятий Хамберстон и Санта-Лаура — более 200 бывших разработок селитры).

## История
В 1872 году, когда данная территория ещё относилась к Перу, добывающая компания Guillermo Wendell Nitrate Extraction Company организовала добычу селитры в Санта-Лауре. В том же году Джеймс Томас Хамберстон основал компанию «Peru Nitrate Company» и организовал работы в Ла-Пальме. Оба предприятия быстро набрали обороты, вокруг предприятий по добыче селитры образовывались городки со зданиями в английском стиле. В этих городках в неблагоприятных условиях в пампасах жили рабочие из Чили, Перу и Боливии, которые формировали в них характерную культуру проживания «пампинос», которая отличалась богатым языком, духом творчества и солидарности, борьбой за социальную справедливость, которая повлияла на ход исторических событий в регионе.
В то время, как Ла-Пальма стала одним из крупнейших селитровых предприятий во всём регионе, в Санта-Лауре дела были хуже из-за низкого уровня производства. В 1902 году Санта-Лауру приобрела компания Tamarugal Nitrate Company, в 1913 году добыча в Санта-Лауре была приостановлена до того, как был внедрён процесс добычи Шенкса, который повысил уровень производства.
Тем не менее оба предприятия потерпели банкротство во время Великой депрессии в 1929 году из-за развития синтеза аммиака немцами Фрицем Хабером и Карлом Бошем, что привело к промышленному производству удобрений. Оба производства были приобретены компанией COSATAN (Compañía Salitrera de Tarapacá y Antofagasta) в 1934 году. COSATAN переименовала Ла-Пальму в «Oficina Santiago Humberstone» в честь основателя производства. Компания попыталась создать конкурентоспособное производство природной селитры путём модернизации Хамберстона, что привело к тому, что в 1940 году Хамберстон стал одной из наиболее успешных селитровых разработок.
В 1958 году компания COSATAN была закрыта, а в 1960 году прекратилась работа на обоих производствах. В 1970 году после того, как они стали «городами-призраками», они стали национальными памятниками и были открыты для туризма. В 2005 году ЮНЕСКО включила их в список Всемирного наследия. До 2019 года объекты также входили в список всемирного наследия, находящегося под угрозой.

## Галерея

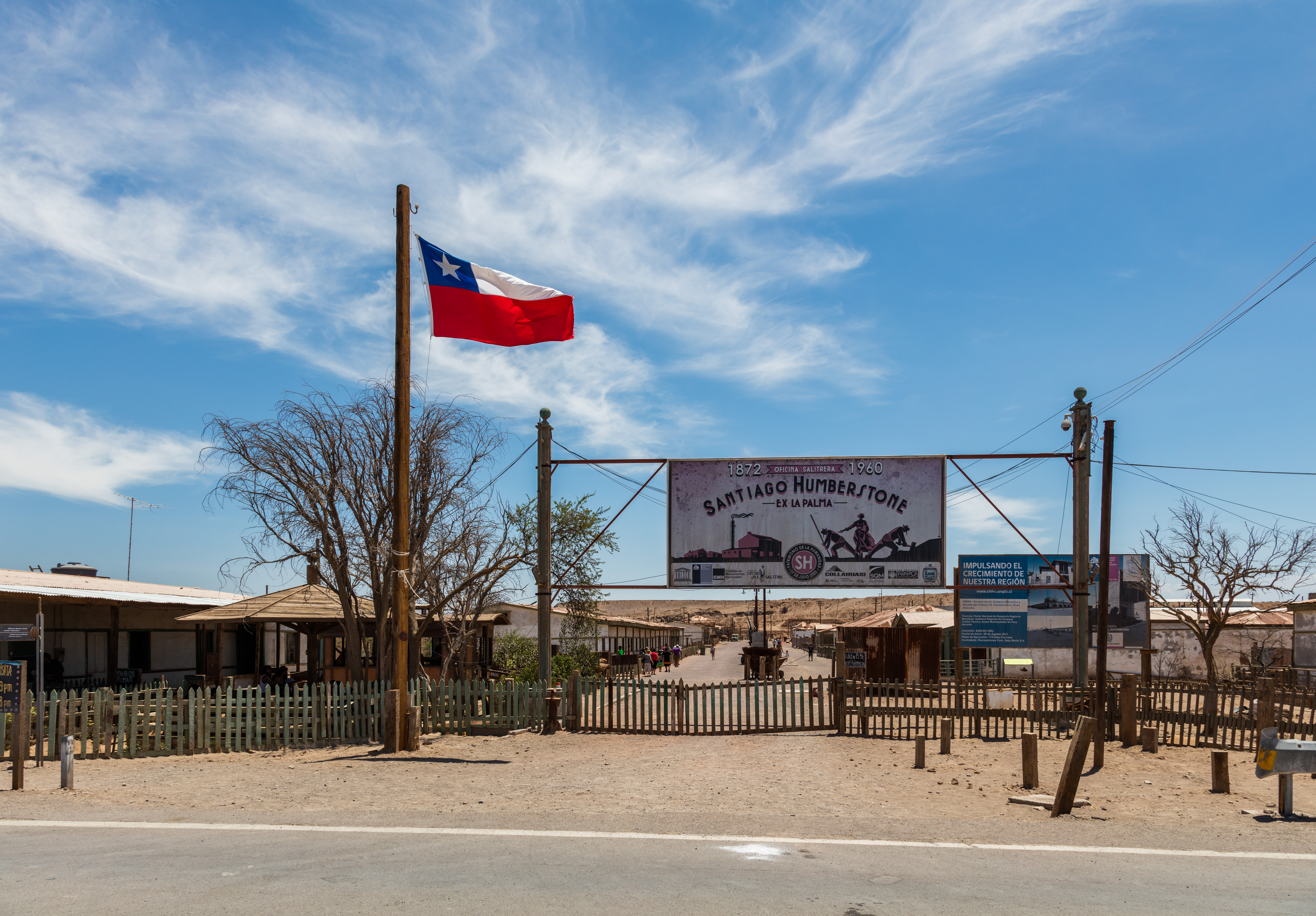
Вход в Хамберстон
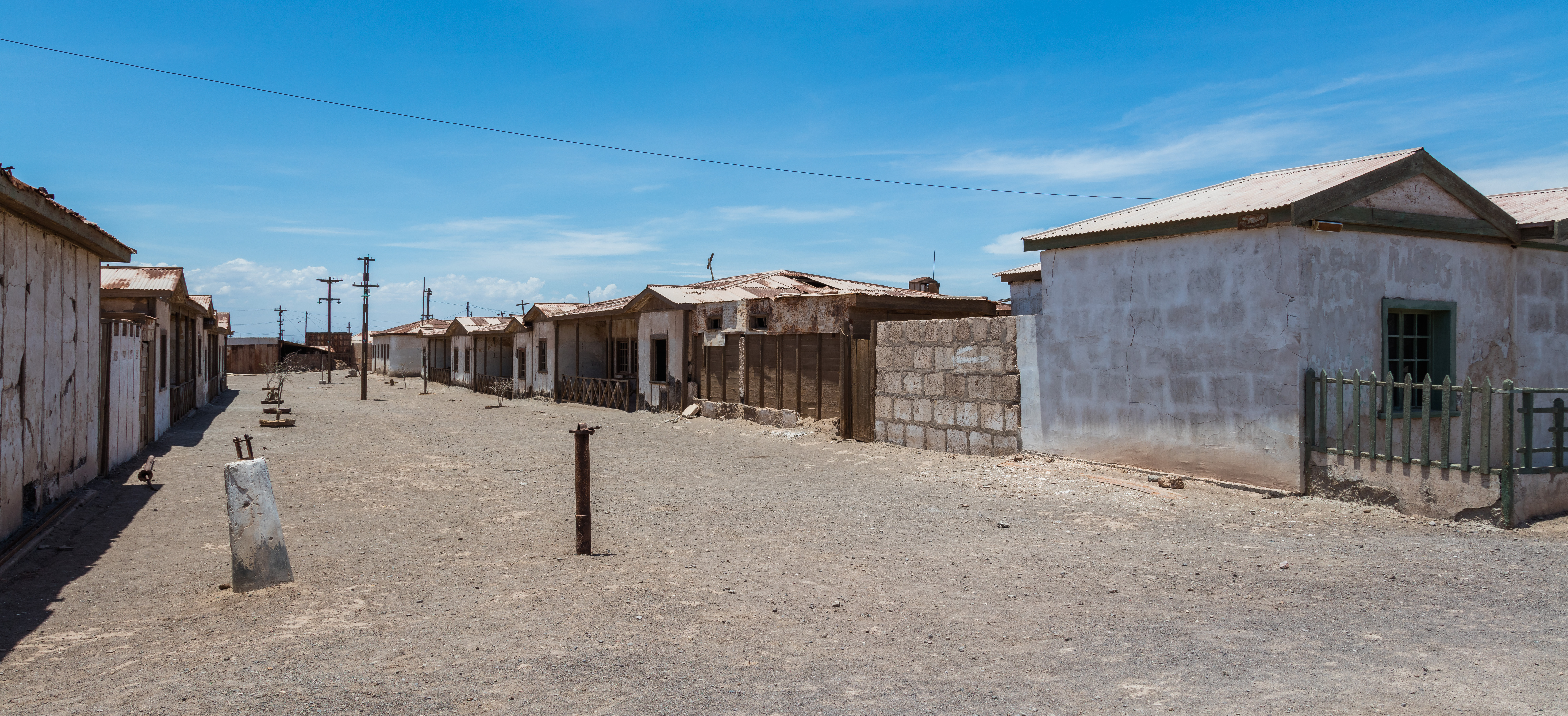
Рабочие кварталы
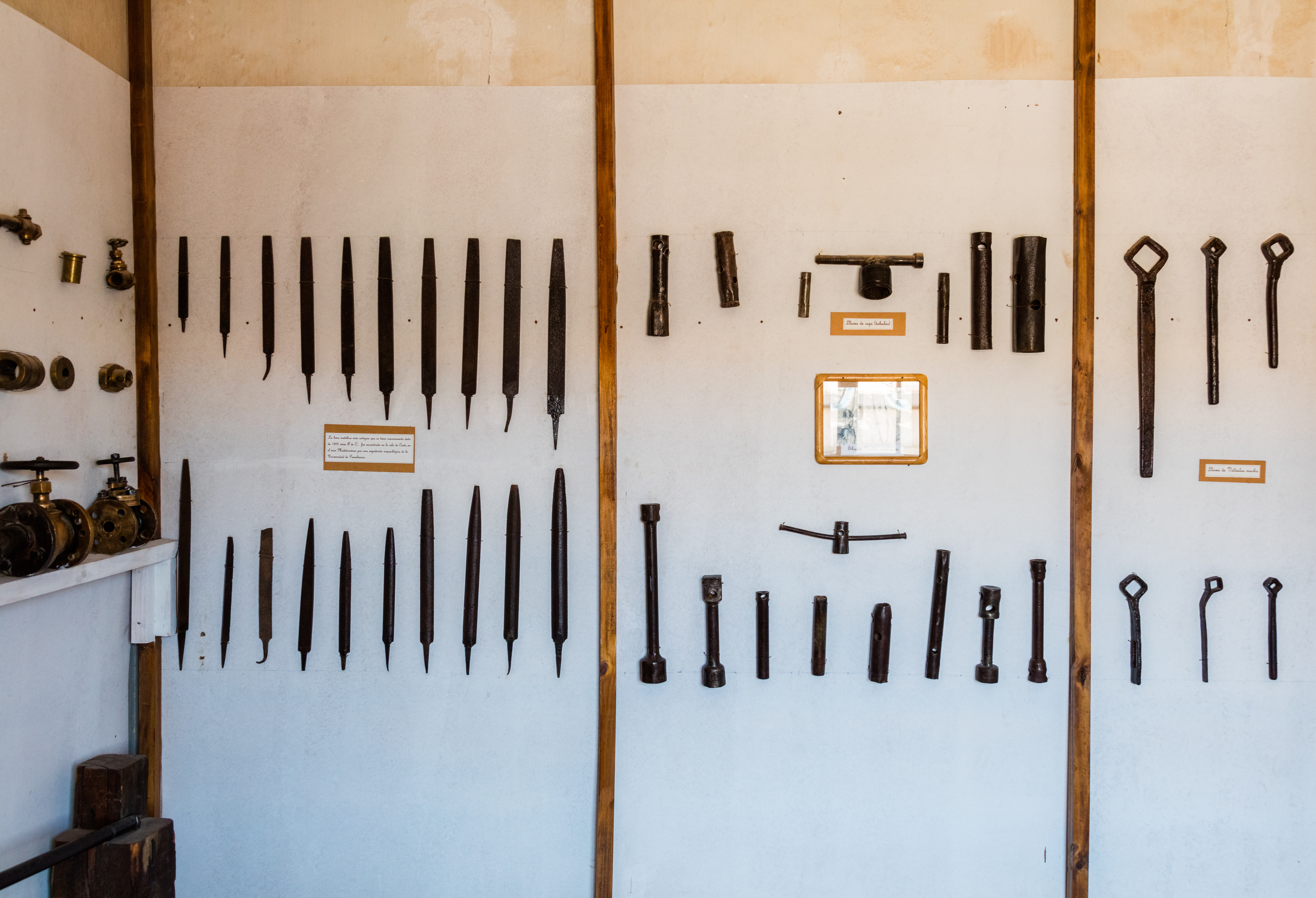
инструменты
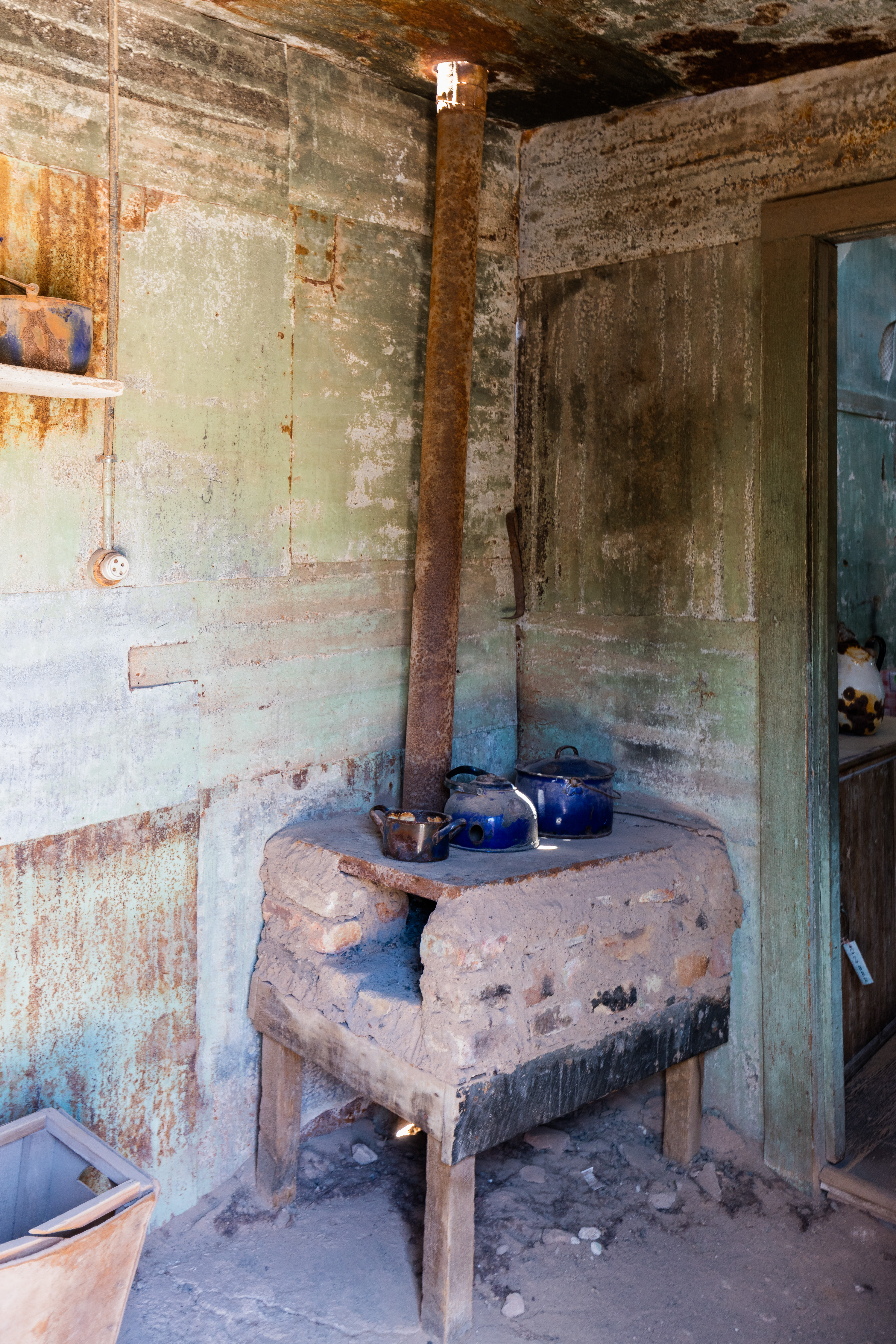
ку́хня
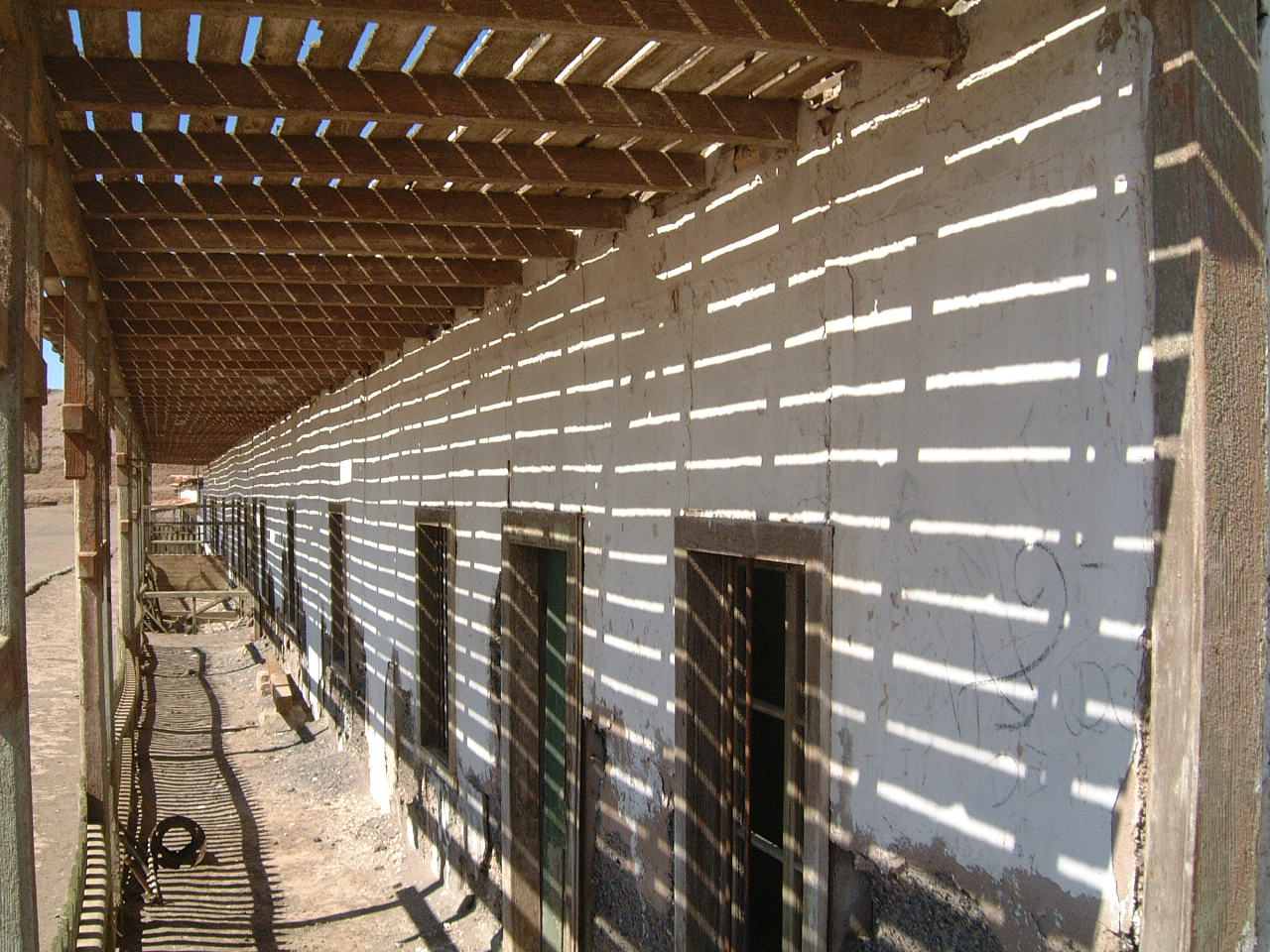
Рабочие кварталы
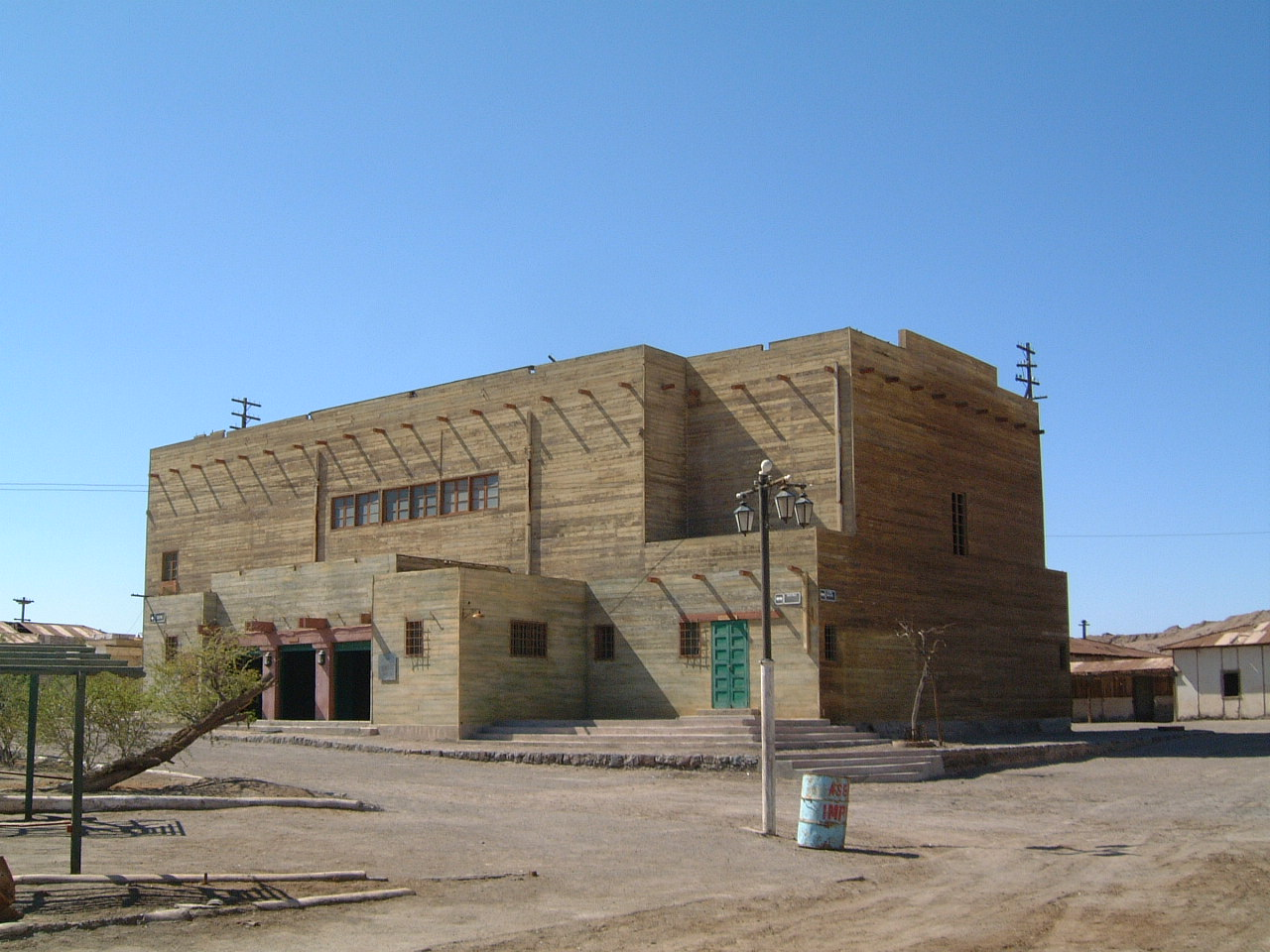
Театр
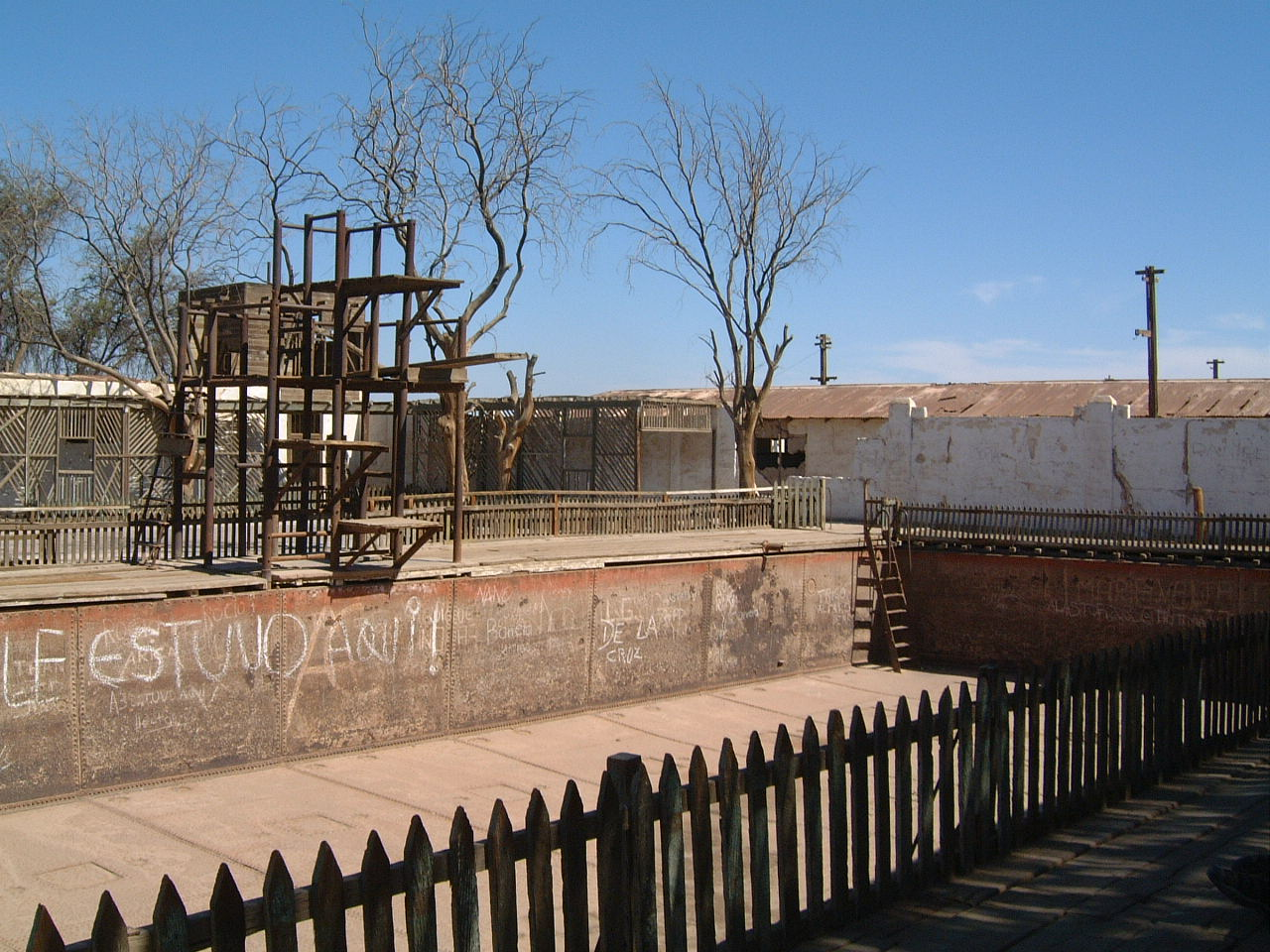
Плавательный бассейн
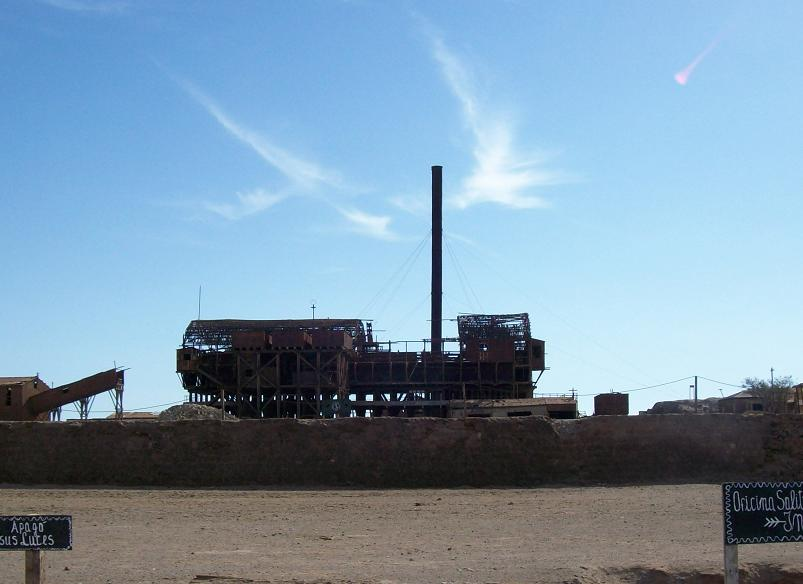
Санта-Лаура